# Oskar Homolka
Oskar Homolka (12 de agosto de 1898 – 27 de enero de 1978) fue un actor teatral y cinematográfico austrohúngaro, aunque su fuerte acento, su aspecto fornido, sus pobladas cejas y su nombre eslavo hicieron que muchos creyeran que era originario de Europa Oriental o de Rusia.

## Carrera
Tras servir en el Ejército Austrohúngaro durante la Primera Guerra Mundial, Homolka estudió en la Universidad de Música y Artes Interpretativas de Viena, empezando su carrera en la escena teatral austriaca. Su éxito en la misma le llevó a la mucho más prestigiosa comunidad teatral alemana en Múnich, donde en 1924 interpretó a Roger Mortimer, I conde de March en el estreno de la obra de Bertolt Brecht Vida de Eduardo II de Inglaterra, en el Munich Kammerspiele. A partir de 1925 trabajó en Berlín bajo la dirección de Max Reinhardt.
Sus primeros filmes fueron Die Abenteuer eines Zehnmarkscheins (1926), Hokuspokus (1930), y Dreyfus (1930). Tras el ascenso de los Nazis al poder, Homolka se trasladó al Reino Unido, siendo más adelante uno de los muchos actores y artistas austriacos (buena parte de ellos judíos) que dejaron Europa para viajar a los Estados Unidos.
En 1936 interpretó al saboteador en el film de Alfred Hitchcock Sabotage. Aunque a menudo encarnaba a villanos tales como espías comunistas y militares o científicos del Bloque del Este, fue nominado al Oscar al mejor actor de reparto por su interpretación del malhumorado y querido tío de I Remember Mama (1948). Homolka también actuó junto a Ingrid Bergman en Rage in Heaven, Marilyn Monroe en The Seven Year Itch, Ronald Reagan en Prisoner of War, y con Katharine Hepburn en The Madwoman of Chaillot. Volvió a Inglaterra mediada la década de 1960, donde interpretó al coronel de la KGB en Funeral in Berlin (1966) y  Billion Dollar Brain (1967), con Michael Caine. Su última película fue el drama romántico de Blake Edwards The Tamarind Seed en 1974.
En 1967 Homolka fue galardonado con el Lola de Oro de la Deutscher Filmpreis por su contribución al cine alemán.

## Vida personal
Homolka se casó en cuatro ocasiones. Sus esposas fueron:
- Grete Mosheim, una actriz alemana de origen judío. Se casaron en Berlín el 28 de junio de 1928, y se divorciaron en 1937. Ella se casó posteriormente con el industrial Howard Gould.
- Baronesa Vally Hatvany (fallecida en 1938), actriz húngara. Se casaron en diciembre de 1937, pero ella murió cuatro meses más tarde.
- Florence Meyer (1911–1962), con la que se casó en 1939, era una fotógrafa y miembro de la alta sociedad estadounidense, hija del propietario del Washington Post Eugene Isaac Meyer. Tuvieron dos hijos, Vincent y Laurence, pero finalmente se divorciaron.
- Joan Tetzel, su última esposa, también actriz, y con la que se casó en 1949. El matrimonio duró hasta fallecer Tetzel en 1977.

Oskar Homolka vivió en Inglaterra a partir de 1966, y falleció a causa de una neumonía en Sussex, Inglaterra, en 1978, tres meses después de la muerte de su esposa. Tenía 79 años de edad. Fue enterrado en la Iglesia Christ de Fairwarp, Sussex Oriental.

## Filmografía seleccionada
| Año  | Película                                  | Personaje               |
| ---- | ----------------------------------------- | ----------------------- |
| 1930 | Dreyfus                                   | Mayor Walsin-Esterhazy  |
| 1936 | Sabotage                                  | Mr. Verloc              |
| 1936 | Rhodes of Africa                          | Paul Kruger             |
| 1936 | Everything is Thunder                     | Detective Gretz         |
| 1937 | Ebb Tide                                  | Capitán Jakob Therbecke |
| 1940 | Seven Sinners                             | Antro                   |
| 1940 | Camarada X                                | Comisario Vasiliev      |
| 1941 | The Invisible Woman                       | Blackie Cole            |
| 1941 | Rage in Heaven                            | Dr. Rameau              |
| 1941 | Bola de fuego                             | Profesor Gurkakoff      |
| 1943 | Mission to Moscow                         | Maxim Litvinov          |
| 1947 | Code of Scotland Yard                     | Desius Heiss            |
| 1948 | I Remember Mama                           | Tío Chris               |
| 1949 | Anna Lucasta                              | Joe Lucasta             |
| 1950 | The White Tower                           | Andreas                 |
| 1953 | The House of the Arrow                    | Inspector Hanaud        |
| 1954 | Prisoner of War                           | Coronel Biroshilov      |
| 1955 | The Seven Year Itch                       | Dr. Brubaker            |
| 1956 | Guerra y paz                              | Mijaíl Kutúzov          |
| 1957 | A Farewell to Arms                        | Dr. Emerich             |
| 1958 | The                                       | Capitán Van Dam         |
| 1961 | Mr. Sardonicus                            | Krull                   |
| 1962 | Boys' Night Out                           | Doctor Prokosch         |
| 1962 | The Wonderful World of the Brothers Grimm | El Duque                |
| 1964 | The Long Ships                            | Krok                    |
| 1965 | Joy in the Morning                        | Stan Pulaski            |
| 1966 | Funeral in Berlin                         | Coronel Stok            |
| 1967 | Billion Dollar Brain                      | Coronel Stok            |
| 1967 | The Happening                             | Sam                     |
| 1968 | Assignment to Kill                        | Inspector Ruff          |
| 1969 | The Madwoman of Chaillot                  | El comisario            |
| 1970 | The Executioner                           | Racovsky                |
| 1970 | Song of Norway                            | Engstrand               |
| 1974 | The Tamarind Seed                         | General Golitsyn        |

## Premios y distinciones
Premios Óscar
| Año  | Categoría              | Película          | Resultado |
| ---- | ---------------------- | ----------------- | --------- |
| 1949 | Mejor actor de reparto | Nunca la olvidaré | Nominado  |